# Jerzy Jakimiec
Jerzy Jakimiec – profesor fizyki, pracownik naukowy Instytutu Astronomicznego Wydziału Fizyki i Astronomii Uniwersytetu Wrocławskiego. Członek Komitetu Astronomii PAN.